# Binaire matrix
In de wiskunde is een binaire matrix of (0,1)-matrix een matrix waarvan alle elementen gelijk zijn aan  nul of een. Bijvoorbeeld is
{\displaystyle {\begin{pmatrix}0&1&1&1&0\\1&0&0&1&0\\\end{pmatrix}}}
een 2×5-binaire matrix.
Bewerkingen op binaire matrices kunnen door middel van van modulair rekenen mod 2 uitgevoerd, dat wil zeggen dat de elementen van een binaire matrix worden behandeld als elementen van het eindige lichaam {\displaystyle \mathrm {GF} (2)=\mathbb {Z} _{2}}, of met de booleaanse algebra. Het product van de matrixvermenigvuldiging is in beide gevallen weer een binaire matrix.

## Voorbeelden
- Een bogenmatrix wordt in de grafentheorie gebruikt om aan te geven welke knopen van een graaf door middel van een zijde met elkaar zijn verbonden. De bogenmatrix van een ongerichte graaf zonder lussen is een binaire symmetrische matrix met op de diagonaal alleen een nullen.
- Een incidentiematrix wordt gebruikt om aan te geven welke plaatsen in twee rijen of binnen dezelfde rij met elkaar zijn verbonden. Een rij wordt verticaal, de andere rij horizontaal in een matrix uitgezet en aan de hand van een 1 of een 0 is duidelijk welke plaatsen met elkaar zijn verbonden. Een voorbeeld hiervan komt in de projectieve meetkunde voor om een projectief vlak mee te beschrijven. Bogenmatrix en incidentiematrix kunnen door elkaar worden gebruikt.
- Er staat in een permutatiematrix in alle kolommen en in alle rijen precies één één en verder staan er alleen nullen in een permutatiematrix.
- QR-code
- Een rasterafbeelding waarin maar twee kleuren voorkomen is een binaire matrix, maar de pixels van een rasterafbeelding kunnen in de praktijk meer waarden aannemen.